# Nella Fjord
Nella Fjord är en vik i Antarktis. Den ligger i Östantarktis. Australien gör anspråk på området.